# Abdoul Hakim
Abdoul Hakim (ur. ?) – afgański lekkoatleta, kulomiot i dyskobol.

## Rekordy życiowe
- Pchnięcie kulą – 13,50 (1941) rekord Afganistanu
- Rzut dyskiem – 39,90 (1941) rekord Afganistanu